# Robert Clark Young
Robert Clark Young (nacido en 1960) es un escritor estadounidense de ensayos y cuentos. Ha escrito una novela, One of the Guys (Uno de los muchachos), publicada en 1999. Young ha estado involucrado en varias polémicas literarias prominentes incluyendo una serie de artículos publicados en mayo de 2013 revelando que Young había estado usando un seudónimo para realizar ediciones maliciosas a las biografías de Wikipedia de sus adversarios personales y profesionales.

## Primeros años
Nacido en Los Ángeles en 1960, Young fue criado allí y en San Diego. Estudió escritura en la Universidad de San Diego, la Universidad de California en Davis y la Universidad de Houston.
Durante 1987 y 1988 Young trabajó para la Armada de los Estados Unidos enseñando inglés a los marineros en barcos desplegados en el lejano Oriente. Basó su novela de 1999, One of the Guys, en esta experiencia.

## Carrera
Young publicó su primera novela el 1 de mayo de 1999. Titulada One of the Guys, el libro era una obra satírica sobre un hombre haciéndose pasar por un capellán de la Armada de los Estados Unidos. La recepción de la novela fue pobre, con comentarios citando una trama artificiosa y una protagonista soso, aunque fue moderadamente exitosa financieramente.
Para terminar la novela Young usó dinero de una beca de $5000 que recibió del Ohio Arts Council. Debido al contenido sexual explícito de la novela y la percepción de la American Family Association (AFA) de que el libro denigraba el cristianismo, el grupo criticó el hecho de que algunos de los fondos del libro fueran proporcionados por el Fondo Nacional para las Artes. Como parte de campaña de la AFA contra la FNA, el grupo atacó el libro de Young como «arte de horror» y criticó a la FNA por el financiamiento que él recibió. La AFA específicamente se opuso a pasajes que representan a personal de la Marina envueltos en prostitución infantil.
En un op-ed en The Washington Post, Young respondió que era extraño que «una organización que afirma defender los valores familiares y oponerse a la financiación federal de obscenidad no está protestando la parte del presupuesto militar que va a apoyar la pederastia en el lejano Oriente». Aunque Young dijo que los detalles de la novela fueron exagerados para el efecto, dijo que estos detalles se basaban en atrocidades que había sido testigo mientras trabajaba para la Marina de guerra.

## Controversia sobre edición de Wikipedia
En mayo de 2013, Young fue acusado por el reportero de Salon Andrew Leonard de editar los artículos de Wikipedia sobre sus adversarios personales y profesionales de manera sesgada y negativa bajo el nombre de usuario «Qworty»; además de haber añadido fanfarronería a su propia biografía y eliminado crítica sobre su obra. Otros escritores pronto agregaron sus comentarios acerca de la situación. Después de negar inicialmente las afirmaciones de Leonard, Qworty admitió ser Young y haber editado su propio artículo junto con los de escritores con quien él estaba enemistado. Por ejemplo, según Andrew Leonard, Young «dedicó una cantidad significativa de energía intelectual y emocional» para atacar al autor Brad Vice y a otros dos escritores de la Conferencia de Escritores de Sewanee debido a la percibida falta de respeto que había experimentado allí. Poco después de que la historia fuera publicada, Qworty fue bloqueado indefinidamente de editar Wikipedia.
De acuerdo con un seguimiento de Leonard, una reacción contra Qworty fue tan feroz que sus páginas de usuario fueron «blanqueadas por cortesía»; es decir, todo el contenido fue quitado, con el fin de reducir el grado al que las páginas pudieran ser propagadas a través de Internet. Como consecuencia de los informes de Leonard, una investigación fue hecha por los editores de Wikipedia para determinar el grado de edición de Young bajo diferentes nombres de usuario. Jimmy Wales respondió a estos informes afirmando: «yo lo habría bloqueado en lo absoluto hace años. Igual que muchos otros. Que no lo hicimos, apunta a las graves deficiencias en nuestros sistemas». En un artículo adicional de Salon, Leonard escribió que la oposición personal de Young al neopaganismo lo había llevado a perseguir una campaña sistemática contra los artículos de Wikipedia sobre el tema. Leonard señaló que el hecho de que Young fuera capaz de salirse con la suya con ese comportamiento por tanto tiempo planteaba preocupaciones «sobre cómo las salvaguardas internas de Wikipedia protegen su integridad».